# Mameluck (contre-torpilleur)
Pour les articles homonymes, voir Mamelouk.
Le Mameluck est l’un des sept contre-torpilleurs de classe Spahi construits pour la marine française dans la première décennie du XXe siècle.

## Conception
La classe Spahi était moitié plus grande que la classe Branlebas précédente pour correspondre à l’augmentation de la taille des destroyers étrangers. Le Mameluck avait une longueur entre perpendiculaires de 65,8 mètres, une largeur de 6,6 mètres et un tirant d'eau de 2,4 mètres. Les navires avaient un déplacement de 530 à 550 tonnes à pleine charge. Leur équipage comptait 77 à 79 officiers et hommes du rang.
Le Mameluck était propulsé par deux moteurs à vapeur à triple expansion, chacun entraînant un arbre d'hélice à l’aide de la vapeur fournie par quatre chaudières du Temple. Les moteurs ont été conçus pour produire 7500 chevaux (5600 kW) qui devaient donner à la classe Spahi une vitesse de 28 nœuds (52 km/h). Au cours de ses essais en mer, le Mameluck atteint une vitesse de 29,75 nœuds (55,10 km/h). Les navires transportaient suffisamment de charbon pour leur donner une autonomie de 1000 à 1200 milles marins (1900 à 2200 km) à une vitesse de croisière de 10 nœuds (19 km/h).
L’armement principal des navires de la classe Spahi consistait en six canons de 65 millimètres modèle 1902 en affûts simples, un à l’avant et un à l’arrière des superstructures, les autres étaient répartis au milieu du navire. Ils étaient également équipés de trois tubes lance-torpilles de 450 millimètres. L’un d’eux était dans un affût fixe à l’avant et les deux autres étaient sur des affûts rotatifs simples au milieu du navire.

## Carrière
Le Mameluck a été commandé aux Ateliers et chantiers de la Loire et a été lancé le 13 mars 1908 dans leur chantier naval de Nantes. Il a été achevé en juin 1911. Chargé de missions d’escorte en Méditerranée, le Mameluck est affecté à la 1ère escadrille de contre-torpilleurs de la 1ère flotte en juin 1911. Un an plus tard, il est affecté à la 2e escadrille. En mars 1913, il est affecté à des patrouilles d’escadre de torpilleurs et de soutien des sous-marins dans l’Adriatique.
Lorsque la Première Guerre mondiale éclate, en août 1914, le Mameluck est affecté à la 2e escadrille de torpilleurs de la 1ère armée navale. La flottille est chargée d’escorter le premier convoi de troupes partant le 5 août d’Alger, en Algérie française, vers la France, mais certains des navires de transport de troupes partent avant que les navires de guerre ne soient prêts. Le Mameluck a été le premier des escorteurs à les rejoindre, tard dans la soirée.
Au cours des phases préliminaires de la bataille d'Antivari le 16 août, les 1ère, 4e et 5e flottilles de contre-torpilleurs sont chargées d’escorter le gros de la 1ère armée navale tandis que les 2e, 3e et 6e flottilles escortent les croiseurs cuirassés de la 2e escadre légère et deux croiseurs britanniques. Après avoir réuni les deux groupes et repéré le croiseur protégé austro-hongrois SMS Zenta et le destroyer SMS Ulan, les contre-torpilleurs français ne jouèrent aucun rôle dans le naufrage du croiseur, bien que la 4e flottille ait été envoyée à la poursuite infructueuse du Ulan. Après avoir brisé le blocus austro-hongrois d’Antivari (aujourd’hui connu sous le nom de Bar), le vice-amiral Augustin Boué de Lapeyrère, commandant de la 1ère armée navale, décida de transporter des troupes et des fournitures jusqu’au port, escorté par la 2e escadrille légère et les 1re et 6e flottilles de contre-torpilleurs pendant que le reste de la 1ère armée navale bombardait le 1er septembre la base navale austro-hongroise de Cattaro, au Monténégro. Quatre jours plus tard, la flotte assure l’évacuation de Danilo, prince héritier du Monténégro, vers l’île grecque de Corfou. La 2e flottille bombarde le phare de Stončica sur l’île de Lissa le 19 septembre. La flottille escorte plusieurs petits convois chargés de fournitures et d’équipements jusqu’à Antivari, à partir d’octobre et jusqu’à la fin de l’année, toujours couverts par les plus grands navires de l’armée navale dans des tentatives futiles d’attirer la flotte austro-hongroise dans la bataille. L’armée navale attaqua Lissa et l’île de Lastovo le 2 novembre, le contre-torpilleur Lansquenet entrant dans le port de Vis et extorquant une rançon aux habitants de la ville, afin que les Français ne bombardent pas la ville. En partant, les Français bombardent à nouveau le phare.
Le torpillage du cuirassé français Jean Bart le 21 décembre provoque un changement de tactique française, car les cuirassés sont trop importants pour risquer de les exposer à une attaque sous-marine. Désormais, seuls les contre-torpilleurs escorteraient les transports, couverts par des croiseurs à une distance de 20 à 50 milles (32 à 80 km) des transports. Le premier convoi de 1915 à destination d’Antivari arriva le 11 janvier et d’autres furent effectués jusqu’au dernier les 20 et 21 avril. Après que l’Italie ait signé le pacte de Londres et déclaré la guerre à l’Empire austro-hongrois le 23 mai 1915, le Mameluck était toujours affecté à la 2e flottille lorsque cette unité a été transférée à la 1ère division de torpilleurs et de sous-marins de la 2e escadre basée à Brindisi, en Italie.
Le 5 juin 1916, le Mameluck éperonna le contre-torpilleur français Fantassin dans la mer Ionienne, endommageant si gravement le Fantassin que le contre-torpilleur français Fauconneau dut le saborder.
En 1916, le Mameluck escorte les sous-marins Faraday et Le Verrier jusqu’à Milos. Le 14 décembre 1917, avec le Lansquenet, il coula le sous-marin UC-38 de la marine impériale allemande dans la mer Ionienne au large du cap Ducato, après que le sous-marin ait torpillé et coulé le croiseur protégé français Châteaurenault.
Le Mameluck a été vendu à la ferraille en 1928.